# Mikušovce (Ilava)
Mikušovce je naseljeno mjesto u okrugu Ilava u  Trenčínskom kraju u Slovačkoj.

## Stanovništvo
| Godina:     | 1993. | 2003.   | 2013.   | 2023.   |
| ----------- | ----- | ------- | ------- | ------- |
| Broj ljudi: | 1002  | 1013    | 1035    | 1050    |
| Razlika:    |       | +1,09 % | +2,17 % | +1,44 % |

| Godina:     | 2022. | 2023.   |
| ----------- | ----- | ------- |
| Broj ljudi: | 1037  | 1050    |
| Razlika:    |       | +1,25 % |

Prema podacima o broju stanovnika iz 2023. godine naselje je imalo 1050 stanovnika.

## Vanjske poveznice
|  | Zajednički poslužitelj ima još gradiva o temi Mikušovce (Ilava) |

- Službena stranica naselja (sl.)